# Лемберанский, Джамиль-бек
Джамиль-бек Лемберанский (азерб. Cəmil Məşədi Nəsir oğlu Ləmbəranski; 1884, Лянбяран, Елизаветпольская губерния — 1959, Баку) — азербайджанский общественный и государственный деятель, член парламента Азербайджанской Демократической Республики (1918—1920). Отец Алиша Лемберанского.

## Биография
Джамиль-бек Мешеди Насир оглу Лемберанский родился в 1884 году в селе Лянбяран Шушинского уезда. В 1913 году Джамиль бек окончил медицинский факультет Киевского университета. До 1920 года он проработал в Тертерской больнице, которую сам же и создал. В 1918 г. был участником Батумской конференции. 20 ноября 1918 года Национальный совет Азербайджана принял Закон об образовании Азербайджанского Парламента. В соответствии с принятым законом, Джамиль бек Лемберанский был включен в состав Парламента АДР, являлся членом фракции «Иттихад».
После советизации Азербайджана Джамиль бек занимал должности заведующего лечебным отделом Народного комиссариата здравоохранения Азербайджана, главврача 1-й хирургической больницы, заведующего отделами травматологии в нефтепромысловых районах (Сабунчи, Черный город), в годы Великой Отечественной войны — главного хирурга гарнизонного госпиталя и советника эвакуационных госпиталей комиссариата здравоохранения. В 1949 году Джамиль бек Лемберанский защитил кандидатскую диссертацию, заведовал кафедрой ортопедии и травматологии Азербайджанского института усовершенствования врачей. В 1957 году Джамиль бек Лемберанский был удостоен почётного звания Заслуженный врач Азербайджанской ССР.
Джамиль бек Лемберанский скончался в 1959 году в Баку.